# چارلز ثاکر
چارلز ثاکر (انگلیسی: Charles P. Thacker؛ زادهٔ ۲۶ فوریهٔ ۱۹۴۳) یک دانشمند در زمینه علوم رایانه و یکی از پیشگامان در طراحی رایانه از ایالات متحده آمریکا بود. او زیراکس آلتو را طراحی کرد که اولین رایانه‌ای است که از رابط کاربر گرافیکی (GUI) مبتنی بر ماوس استفاده می‌کند.
وی همچنین برنده جوایزی همچون جایزه تورینگ شده‌است.

## زندگی‌نامه
ثاکر در ۲۶ فوریه ۱۹۴۳ در پاسادینا، کالیفرنیا به دنیا آمد. پدرش رالف اسکات ثاکر، متولد ۱۹۰۶، مهندس برق در صنعت هوانوردی بود. مادر او فرن چیک (متی) یک صندوقدار و منشی بود که بعد از مرگ زود هنگام همسرش دو پسر خود را به تنهایی بزرگ کرد.

## جوایز
- در سال ۱۹۹۴ به عنوان عضو انجمن ماشین‌های حسابگر معرفی شد.[۵]
- در سال ۱۹۹۶، او به عنوان یک دانش‌آموخته ممتاز در علوم رایانه در یو.سی. برکلی انتخاب شد.[۶]